# 정부서울청사경비대
정부서울청사경비대(政府서울廳舍警備隊)는 정부서울청사의 경호경비를 위해 설립된 대한민국 경찰청 서울특별시지방경찰청 소속기관으로 정부서울청사경비대장은 총경(4급 상당)으로 보한다. 서울특별시 종로구 세종대로 209에 위치하고 있다.

## 연혁
- 1971년 4월 23일 중앙청경비대 창설
- 1977년 6월 1일 국무총리공관파견대 편입
- 1986년 8월 20일 정부종합청사경비대로 개편
- 1998년 2월 28일 정부세종로청사경비대로 명칭 개편
- 1999년 9월 1일 정부중앙청사경비대로 명칭 변경
- 2002년 12월 11일 정부중앙청사 별관(외교통상부) 편입
- 2011년 7월 7일 경비대 청사 지상 3층 규모로 신축 이전[2]

## 조직

### 정부서울청사경비대장[3]

#### 대본부
- 경무팀
- 안전1팀
- 안전2팀
- 상황실

#### 총리공관파견대
- 경호1팀
- 경호2팀
- 경비1팀
- 경비2팀

#### 718의무경찰대
- 본부소대
- 1소대
- 2소대
- 3소대

## 사건·사고 및 논란

### 정부중앙청사 보안 허술 논란

#### 방화 사건
2012년 10월 14일 서울 광화문 정부중앙청사 18층 교육과학기술부 사무실에서 김모(61)씨가 불을 지르고 뛰어내렸다. 김씨는 병원으로 옮겨졌으나 숨졌다. 불은 사무실의 책상 위 서류, 의자 등을 태우고 교육과학기술부 직원에 의해 6분만에 진화됐다. 사건 당시 김 씨는 정부청사 출입증과 유사한 모양을 한 신분증으로 청사에 들어와 18층 사무실까지 별다른 제재를 받지 않고 엘리베이터를 타고 올라갔으며 휴일이라는 이유로 검색대와 보안게이트도 전혀 작동하지 않았던 것으로 알려졌다.
2012년 10월 15일 김황식 국무총리는 세종로 정부중앙청사에서 총리실 간부회의를 개최하고 "청사방호 체계의 문제점을 보여주는 것으로 매우 유감스럽게 생각한다"고 말했다. 김 총리는 이어 "행정안전부 등 관계기관은 정부청사는 물론 주요공공시설 경비 및 보안관리 체계 전반에 대해 재점검하고 이러한 사례가 재발되지 않도록 대책을 마련하라"고 지시했다.
사건 발생 이후 정부중앙청사경비대의 출입 경비인원이 2배 늘어나는 등 보안이 강화되었다.
2012년 10월 17일 행정안전부가 정부중앙청사 방화사건과 관련, 정부청사 출입 보안과 경비체계 강화 대책을 발표했다. 행정안전부는 중앙청사의 1개소에서만 운영 중인 자동인식출입시스템(스피드게이트)을 과천과 대전청사로 전면 확대하는 한편, 정부청사에 설치된 CCTV에 대해 상시 모니터링 체제를 구축하고 중앙과 과천, 대전, 세종의 4개 정부청사에 칩이 내장된 공무원증을 통해 출입자를 자동 확인할 수 있는 화상인식 출입시스템 도입도 적극 검토할 계획이다. 또한 청사 출입 공무원과 상시 방문자를 대상으로 재직여부 정기 확인 등의 청사 출입자 관리를 강화할 계획이다.
청사 외곽경비도 강화된다. 정부청사 출입문의 경찰 경비인원을 확대하고, 위조출입증을 이용한 청사출입 방지를 위해 청사 출입자와 출입차량에 대한 검문검색을 대폭 강화할 예정이다.
이에 대해 맹형규 행정안전부장관은 "기술적인 시스템 보강에서부터 보안인력 근무기강 확립과 공무원 교육까지 종합적인 대책을 시행해 이같은 불상사가 다시 발생하지 않도록 관리를 강화해 나갈 것"이라고 강조했다.

#### 공시생 침입 사건
2016년 3월, 국가공무원 지역인재 7급 필기시험에 응시한 송모씨가 정부서울청사 16층 인사혁신처 사무실에 무단 침입해 합격자 명단을 조작하는 사고가 일어나 보안 허점이 노출되었다.

## 같이 보기
- 정부세종청사경비대
- 정부과천청사경비대
- 정부대전청사경비대
- 국회경비대